# Oriolus percivali
Oriolus percivali е вид птица от семейство Oriolidae.

## Разпространение
Видът е разпространен в Бурунди, Демократична република Конго, Кения, Руанда, Танзания и Уганда.